# Маренда
Маренда је лагани оброк  у јужној Европи, посебно у Шпанији (merenda на галицијском, berenar на каталонском), Португалу (lanche или merenda) и Италији (merenda), одакле се реч проширила на српскохрватски језик   и популаризовала се широм бивше Југославије као званична ужина у Југословенској народној армији, као и у Француској (goûter), Хиспанској Америци, Филипинима (meryenda / merienda), Северној Африци и Бразилу (lanche или merenda). Обично се једе поподне или за бранч, попуњава паузу између подневног и вечерњег оброка, еквивалентна је поподневном чају у земљама енглеског говорног подручја или између доручка и ручка. То је једноставан оброк који се често састоји од комада воћа, хлеба, кекса, јогурта и других грицкалица уз воћни сок, млеко, врућу чоколаду, кафу, жестока пића или друга пића.
Типично је да Аргентинци, Парагвајци и Уругвајци имају мериенду око 5 поподне, између поднева и вечере. Обично се састоји од напитка (нпр. чај, мате, кафа, мате кокидо, итд.) и печене ужине (нпр. колачи, хлеб, тост, колач итд.), обично уз дулсе де лече, мед, путер или џем.
У приобалним деловима Хрватске, Словеније, Црне Горе, Босне и Херцеговине и на острву Крф,  назива се маренда, оброк који се једе између доручка и ручка. Обично је то лагана ужина, попут сендвича или тоста, која се једе током паузе на послу.